# قالب بالارونده

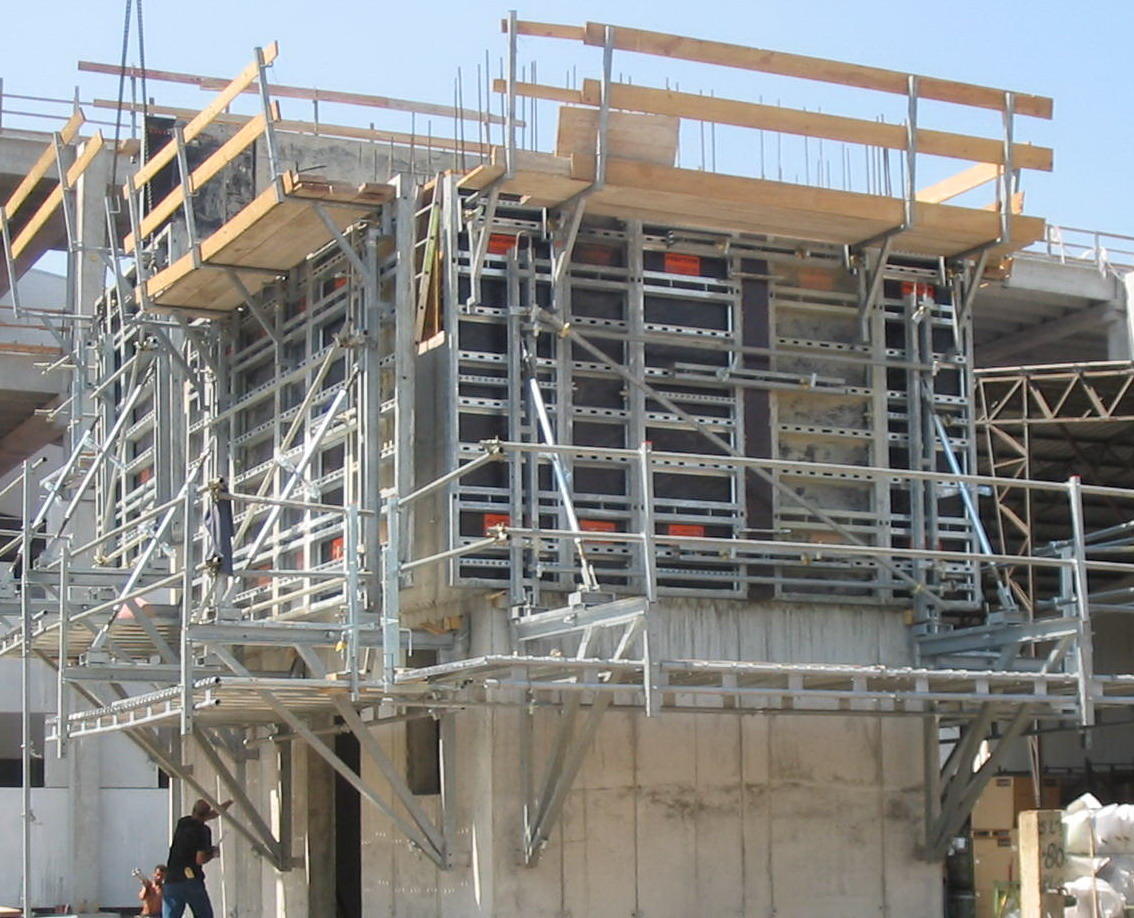
یک قالب‌بالا‌رونده

قالب بالا رونده (انگلیسی: Climbing formwork) نوع خاصی از قالب بتون برای سازه‌های عمودی است، که با انجام فرایند ساخت به سمت بالا حرکت می‌کند.